# Maurice Brocas
Pour les autres membres de la famille, voir Famille de Brocas de Lanauze.
Pour les articles homonymes, voir Brocas (homonymie).
Maurice Brocas, dont le nom devint ensuite Maurice de Brocas de Lanauze à la suite d'une rectification d'état-civil en faveur de son père, né à Bruxelles le 24 juin 1892 et mort à Uccle le 20 février 1948, est un peintre et graveur sur bois franco-belge.
Il est l'époux de la femme peintre Suzanne Cocq.
Il est le fils de François Brocas et Marie Cokele.

## Biographie
Ses parents aux revenus modestes le placèrent dès ses dix-sept ans, en 1909, comme apprenti dans une fabrique de machines-outil, dont il devint ensuite représentant, ce qui lui permit de suivre des cours du soir à l'Académie de Saint-Josse-ten-Noode. Il quitta bientôt son travail pour suivre des cours à l'Académie royale des beaux-arts de Bruxelles dans la classe de Constant Montald où il fit la connaissance de sa future épouse Suzanne Cocq.
En peinture de chevalet, il s'est fait remarquer dans les natures mortes. Comme illustrateur-graveur, on lui doit des enluminures de livres comme des culs-de-lampe, ex-libris, thèmes inspirés par la littérature. Ainsi les planches ornant le livre de Thomas Braun Ex-Voto en 1832, ou celles du livre d'Ernest Claes Toen Ons-Lieve-Vrouwke heuren beweeg deed en 1934.
Il obtint le Prix Picard en 1927.

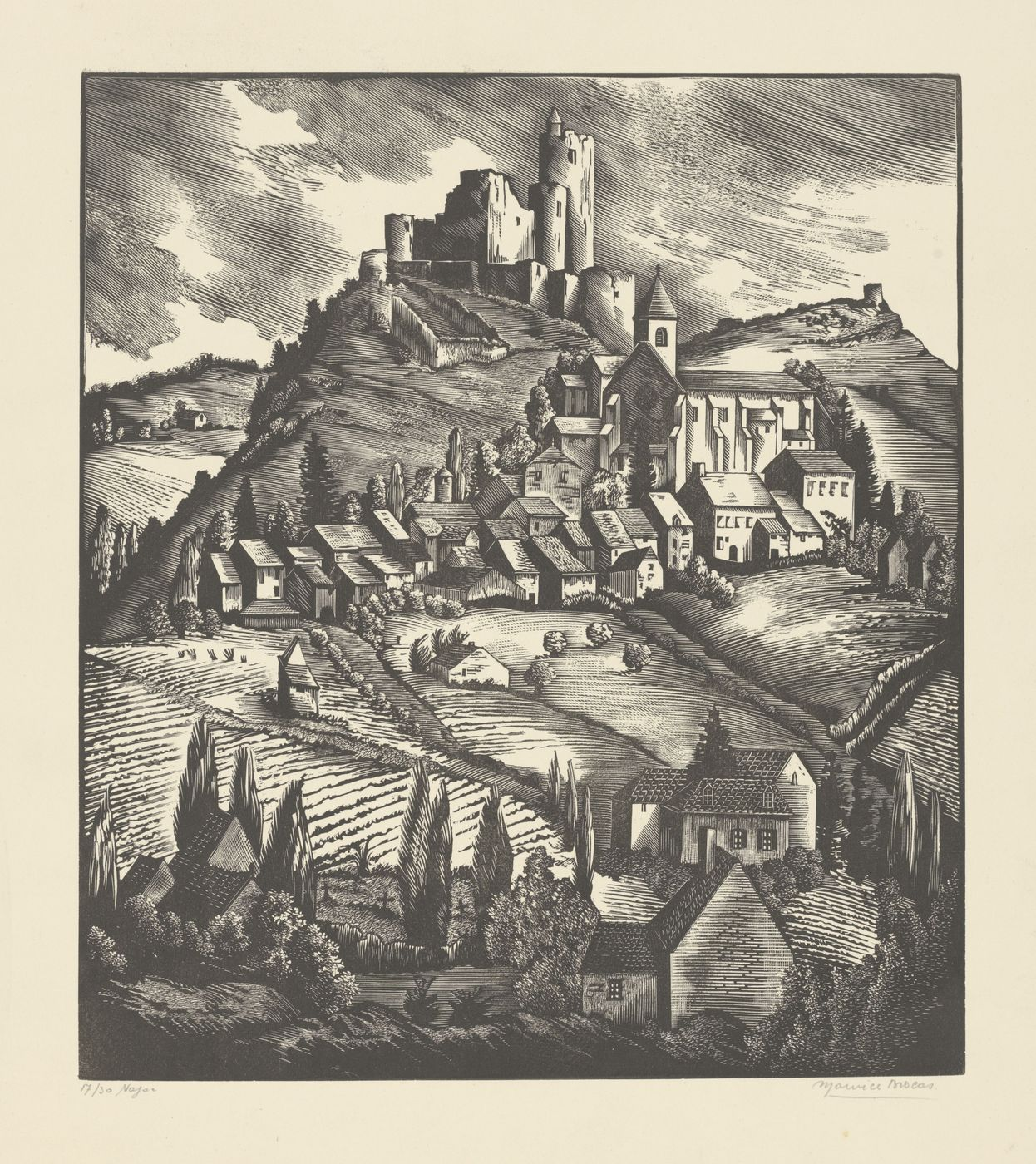
Najac (n. d., Bibliothèque royale de Belgique).

Selon le critique Sander Pierron, « Il grave comme il dessinerait à la plume en traits réguliers unissant des aplats très nettement définis, comme à l'emporte-pièce. Cette discipline est le résultat d'une éducation sévère. »
Il fut également professeur à l'Institut supérieur des beaux-arts d'Anvers.
En 1939, il fut honoré du prix international de la gravure de la Biennale de Venise.
En 1946, il fut élu membre de l'Académie royale de Belgique.